# Бехарано, Данни
Данни Брайан Бехарано Йанес (исп. Danny Bryan Bejarano Yañez; род. 3 января 1994[…], Санта-Крус-де-ла-Сьерра) — боливийский футболист, полузащитник клуба «Неа Саламина» и сборной Боливии.

## Клубная карьера
Бехарано — воспитанник клуба «Ориенте Петролеро». 4 марта 2011 года в матче против «Блуминга» он дебютировал в чемпионате Боливии. 17 февраля 2013 года в поединке против «Сан-Хосе Оруро» Данни забил свой первый гол за клуба. Дважды Бехарано помогал команде завоевать серебряные медали.
Летом 2015 года Данни перешёл в греческий «Панетоликос». 24 августа в матче против «Панатинаикоса» он дебютировал в греческой Суперлиги.

## Международная карьера
В начале 2013 года Бехарано в составе молодёжной сборной Боливии принял участие в молодёжном чемпионате Южной Америки в Аргентине. На турнире он сыграл в матчах против Чили, Аргентины и Колумбии. В поединке против аргентинцев Данни забил гол.
7 февраля того же года в товарищеском матче против сборной Гаити Данни дебютировал за сборную Боливии.
В 2015 году Бехарано попал в заявку на участие в Кубке Америки в Чили. На турнире он сыграл в матчах против сборных Мексики, Эквадора и Перу.